# Astiphromma dispersum
Astiphromma dispersum là một loài tò vò trong họ Ichneumonidae.